# ميبومرسن
ميبومرسين (Mipomersen )، الذي يباع تحت الإسم التجاري كينامرو (Kynamro)، هو دواء يستخدم لعلاج فرط كوليسترول الدم العائلي المتماثل.  إن تأثيرات العلاج على المخاطر الإجمالية للإصابة بأمراض القلب أو الوفاة فغير واضحة.  و الفوائد لأنواع أخرى من ارتفاع الكوليسترول غير معروفة أيضا.  و يؤخذ عن طريق الحقن تحت الجلد. 
تشمل الآثار الجانبية الشائعة لهذا العقار على: التعب و الغثيان و الصداع و مشاكل الكبد و الحمى و ارتفاع ضغط الدم و آلام البطن.  إضافة إلى ذلك، فقد تشمل الآثار الجانبية الأخرى الألم في موقع الحقن و الوذمة الوعائية.  إنه جزء قصير من الحمض النووي،يُعرف بإسم أوليجونوكليوتيد المضاد للجين، و الذي يمنع إنتاج البروتين الدهني ب. 
تمت الموافقة عليه للاستخدام الطبي في الولايات المتحدة في عام 2013.  أما في أوروبا، فقد رفض طلب الموافقة عليه في عام 2013 بسبب المخاوف من أن الآثار الجانبية أكبر من الفوائد.  و في الولايات المتحدة تبلغ التكلفة حوالي 407000 دولار أمريكي سنويًا. 